# Liste des choix de repêchages des Blackhawks de Chicago
Cette liste contient tous les joueurs de hockey sur glace ayant été repêchés par les Blackhawks de Chicago, franchise de la Ligue nationale de hockey. Les joueurs listés ci-dessus n'ont pas obligatoirement joué un match sous le maillot de l'équipe.
Elle regroupe les joueurs depuis le Repêchage de 1963 organisé par la LNH en 1962-1963, jusqu’à aujourd’hui. Il s’agit du premier repêchage de l’histoire de la LNH,. Les joueurs sont classés par année de repêchage. Les deux premières colonnes donnent le rang et le tour duquel le joueur a été repêché suivis de son nom, de sa nationalité et de sa position de jeu.

## Les repêchages amateurs

### 1963
| No | Tour | Nom           | Nationalité | Position  |
| -- | ---- | ------------- | ----------- | --------- |
| 5  | 1er  | Art Hampson   | Canada      | Défenseur |
| 11 | 2e   | Wayne Davison | Canada      | Défenseur |
| 16 | 3e   | Bill Carson   | Canada      | Défenseur |

### 1964
| No | Tour | Nom           | Nationalité | Position      |
| -- | ---- | ------------- | ----------- | ------------- |
| 4  | 1er  | Richie Bayes  | Canada      | Centre        |
| 10 | 2e   | Jan Popiel    | Danemark    | Ailier gauche |
| 16 | 3e   | Carl Hadfield | Canada      | Ailier droit  |
| 22 | 4e   | Moe L'Abbé    | Canada      | Ailier droit  |

### 1965
| No | Tour | Nom            | Nationalité | Position      |
| -- | ---- | -------------- | ----------- | ------------- |
| 2  | 1er  | Andy Culligan  | Canada      | Ailier gauche |
| 7  | 2e   | Brian McKenney | Canada      | Ailier droit  |

### 1966
| No | Tour | Nom           | Nationalité | Position      |
| -- | ---- | ------------- | ----------- | ------------- |
| 3  | 1er  | Terry Caffery | Canada      | Centre        |
| 9  | 2e   | Ron Dussiaume | Canada      | Ailier gauche |
| 15 | 3e   | Larry Gibbons | Canada      | Défenseur     |
| 21 | 4e   | Brian Morenz  | Canada      | Centre        |

### 1967
| No | Tour | Nom         | Nationalité | Position      |
| -- | ---- | ----------- | ----------- | ------------- |
| 7  | 1er  | Bob Tombari | Canada      | Ailier gauche |

### 1968
| No | Tour | Nom        | Nationalité | Position     |
| -- | ---- | ---------- | ----------- | ------------ |
| 9  | 1er  | John Marks | Canada      | Ailier droit |

### 1969
| No | Tour | Nom                   | Nationalité | Position     |
| -- | ---- | --------------------- | ----------- | ------------ |
| 13 | 1er  | Jean-Pierre Bordeleau | Canada      | Ailier droit |
| 24 | 2e   | Larry Romanchych      | Canada      | Ailier droit |
| 36 | 3e   | Milt Black            | Canada      | Centre       |
| 48 | 4e   | Darryl Maggs          | Canada      | Défenseur    |
| 60 | 5e   | Mike Baumgartner      | États-Unis  | Défenseur    |
| 71 | 6e   | Dave Hudson           | Canada      | Centre       |

### 1970
| No | Tour | Nom                | Nationalité | Position       |
| -- | ---- | ------------------ | ----------- | -------------- |
| 14 | 1er  | Dan Maloney        | Canada      | Ailier gauche  |
| 28 | 2e   | Michel Archambault | Canada      | Ailier gauche  |
| 42 | 3e   | Len Frig           | Canada      | Défenseur      |
| 56 | 4e   | Walt Ledingham     | Canada      | Ailier gauche  |
| 70 | 5e   | Gilles Meloche     | Canada      | Gardien de but |

### 1971
| No | Tour | Nom          | Nationalité | Position      |
| -- | ---- | ------------ | ----------- | ------------- |
| 12 | 1er  | Dan Spring   | Canada      | Centre        |
| 26 | 2e   | Dave Kryskow | Canada      | Ailier gauche |
| 40 | 3e   | Bob Peppler  | Canada      | Ailier gauche |
| 54 | 4e   | Clyde Simon  | Canada      | Ailier droit  |
| 68 | 5e   | Dean Blais   | États-Unis  | Centre        |
| 82 | 6e   | Jim Johnston | Canada      | Centre        |

### 1972
| No  | Tour | Nom            | Nationalité | Position       |
| --- | ---- | -------------- | ----------- | -------------- |
| 13  | 1er  | Phil Russell   | Canada      | Défenseur      |
| 29  | 2e   | Brian Ogilvie  | Canada      | Centre         |
| 45  | 3e   | Mike Veisor    | Canada      | Gardien de but |
| 61  | 4e   | Tom Peluso     | États-Unis  | Ailier droit   |
| 77  | 5e   | Réjean Giroux  | Canada      | Ailier droit   |
| 93  | 6e   | Rob Palmer     | États-Unis  | Centre         |
| 109 | 7e   | Terry Smith    | Canada      | Ailier droit   |
| 125 | 8e   | Billy Reay     | Canada      | Ailier droit   |
| 141 | 9e   | Gary Donaldson | Canada      | Ailier droit   |

### 1973
| No  | Tour | Nom            | Nationalité | Position      |
| --- | ---- | -------------- | ----------- | ------------- |
| 13  | 1er  | Darcy Rota     | Canada      | Ailier gauche |
| 29  | 2e   | Reg Thomas     | Canada      | Centre        |
| 45  | 3e   | Randy Holt     | Canada      | Défenseur     |
| 61  | 4e   | Dave Elliott   | Canada      | Centre        |
| 77  | 5e   | Dan Hinton     | Canada      | Ailier gauche |
| 93  | 6e   | Garry Doerksen | Canada      | Ailier gauche |
| 109 | 7e   | Wayne Dye      | Canada      | Ailier gauche |
| 125 | 8e   | Jim Koleff     | Canada      | Centre        |
| 140 | 9e   | Jack Johnson   | États-Unis  | Défenseur     |
| 141 | 9e   | Steve Alley    | États-Unis  | Ailier gauche |
| 156 | 10e  | Rick Clubbe    | Canada      | Centre        |
| 165 | 11e  | Gene Strate    | Canada      | Défenseur     |

### 1974
| No  | Tour | Nom             | Nationalité | Position       |
| --- | ---- | --------------- | ----------- | -------------- |
| 16  | 1er  | Grant Mulvey    | Canada      | Ailier droit   |
| 34  | 2e   | Alain Daigle    | Canada      | Ailier droit   |
| 52  | 3e   | Bob Murray      | Canada      | Défenseur      |
| 70  | 4e   | Terry Ruskowski | Canada      | Centre         |
| 88  | 5e   | Dave Logan      | Canada      | Défenseur      |
| 106 | 6e   | Bob Volpe       | Canada      | Gardien de but |
| 124 | 7e   | Eddie Mio       | Canada      | Gardien de but |
| 141 | 8e   | Mike St. Cyr    | Canada      | Défenseur      |
| 158 | 9e   | Steve Colp      | Canada      | Centre         |
| 173 | 10e  | Rick Fraser     | Canada      | Défenseur      |
| 188 | 11e  | Jean Bernier    | Canada      | Défenseur      |
| 200 | 12e  | Dwayne Byers    | Canada      | Ailier droit   |
| 210 | 13e  | Glen Ing        | Canada      | Centre         |

### 1975
| No  | Tour | Nom            | Nationalité | Position      |
| --- | ---- | -------------- | ----------- | ------------- |
| 7   | 1er  | Greg Vaydik    | Canada      | Centre        |
| 25  | 2e   | Danny Arndt    | Canada      | Ailier gauche |
| 43  | 3e   | Mike O'Connell | États-Unis  | Défenseur     |
| 61  | 4e   | Pierre Giroux  | Canada      | Centre        |
| 79  | 5e   | Bob Hoffmeyer  | Canada      | Défenseur     |
| 97  | 6e   | Tom Ulseth     | États-Unis  | Ailier droit  |
| 115 | 7e   | Ted Bulley     | Canada      | Ailier gauche |
| 133 | 8e   | Paul Jensen    | États-Unis  | Défenseur     |

### 1976
| No  | Tour | Nom            | Nationalité | Position       |
| --- | ---- | -------------- | ----------- | -------------- |
| 9   | 1er  | Réal Cloutier  | Canada      | Ailier droit   |
| 27  | 2e   | Jeff McDill    | Canada      | Ailier droit   |
| 45  | 3e   | Thomas Gradin  | Suède       | Centre         |
| 63  | 4e   | Dave Debol     | États-Unis  | Centre         |
| 81  | 5e   | Terry McDonald | Canada      | Centre         |
| 99  | 6e   | John Peterson  | Canada      | Gardien de but |
| 115 | 7e   | John Rothstein | États-Unis  | Ailier droit   |

### 1977
| No  | Tour | Nom             | Nationalité | Position       |
| --- | ---- | --------------- | ----------- | -------------- |
| 6   | 1er  | Doug Wilson     | Canada      | Défenseur      |
| 19  | 2e   | Jean Savard     | Canada      | Centre         |
| 60  | 4e   | Randy Ireland   | Canada      | Gardien de but |
| 78  | 5e   | Gary Platt      | Canada      | Défenseur      |
| 96  | 6e   | Jack O'Callahan | États-Unis  | Défenseur      |
| 114 | 7e   | Floyd Lahache   | Canada      | Défenseur      |
| 129 | 8e   | Jeff Geiger     | Autriche    | Défenseur      |
| 144 | 9e   | Steve Ough      | Canada      | Défenseur      |

### 1978
| No  | Tour | Nom           | Nationalité | Position       |
| --- | ---- | ------------- | ----------- | -------------- |
| 10  | 1er  | Tim Higgins   | Canada      | Ailier droit   |
| 29  | 2e   | Doug Lecuyer  | Canada      | Ailier gauche  |
| 46  | 3e   | Rick Paterson | Canada      | Centre         |
| 63  | 4e   | Brian Young   | Canada      | Défenseur      |
| 79  | 5e   | Mark Murphy   | Canada      | Ailier gauche  |
| 96  | 6e   | Dave Feamster | États-Unis  | Défenseur      |
| 113 | 7e   | Dave Mancuso  | Canada      | Défenseur      |
| 130 | 8e   | Sandy Ross    | Canada      | Défenseur      |
| 147 | 9e   | Mark Locken   | Canada      | Gardien de but |
| 164 | 10e  | Glenn Van     | États-Unis  | Défenseur      |
| 179 | 11e  | Darryl Sutter | Canada      | Centre         |

## Les repêchages d'entrée
| Sommaire |
| Repêchages amateurs : 1963 \| 1964 \| 1965 \| 1966 \| 1967 \| 1968 \| 1969 \| 1970 \| 1971 \| 1972 \| 1973 \| 1974 \|1975 \| 1976 \| 1977 \| 1978 |
| Repêchages d'entrée : 1979 \| 1980 \| 1981 \| 1982 \| 1983 \| 1984 \| 1985 \| 1986 \| 1987 \| 1988 1989 \| 1990 \| 1991 \| 1992 \| 1993 \| 1994 \| 1995 \| 1996 \| 1997 \| 1998 1999 \| 2000 \| 2001 \| 2002 \| 2003 \| 2004 \| 2005 \| 2006 \| 2007 \| 2008 2009 \| 2010 \| 2011 \| 2012 \| 2013 \| 2014 \| 2015 \| 2016 \| 2017 \| 2018 2019 \| 2020 \| 2021 |
| Références |

### 1979
| No  | Tour | Nom            | Nationalité | Position      |
| --- | ---- | -------------- | ----------- | ------------- |
| 7   | 1er  | Keith Brown    | Canada      | Défenseur     |
| 28  | 2e   | Tim Trimper    | Canada      | Ailier gauche |
| 49  | 3e   | Bill Gardner   | Canada      | Centre        |
| 70  | 4e   | Louis Bégin    | Canada      | Ailier gauche |
| 91  | 5e   | Lowell Loveday | Canada      | Défenseur     |
| 112 | 6e   | Doug Crossman  | Canada      | Défenseur     |

### 1980
| No  | Tour | Nom           | Nationalité | Position       |
| --- | ---- | ------------- | ----------- | -------------- |
| 3   | 1er  | Denis Savard  | Canada      | Centre         |
| 15  | 1er  | Jérôme Dupont | Canada      | Défenseur      |
| 28  | 2e   | Steve Ludzik  | Canada      | Centre         |
| 30  | 2e   | Ken Solheim   | Canada      | Ailier gauche  |
| 36  | 2e   | Len Dawes     | Canada      | Défenseur      |
| 57  | 3e   | Troy Murray   | Canada      | Centre         |
| 58  | 3e   | Marcel Frere  | Canada      | Ailier gauche  |
| 67  | 4e   | Carey Wilson  | Canada      | Centre         |
| 78  | 4e   | Brian Shaw    | Canada      | Ailier droit   |
| 99  | 5e   | Kevin Ginnell | États-Unis  | Centre         |
| 120 | 6e   | Steve Larmer  | Canada      | Ailier droit   |
| 141 | 7e   | Sean Simpson  | Canada      | Centre         |
| 162 | 8e   | Jim Ralph     | Canada      | Gardien de but |
| 183 | 9e   | Don Dietrich  | Canada      | Défenseur      |
| 204 | 10e  | Dan Frawley   | Canada      | Ailier droit   |

### 1981
| No  | Tour | Nom              | Nationalité | Position       |
| --- | ---- | ---------------- | ----------- | -------------- |
| 12  | 1er  | Tony Tanti       | Canada      | Ailier droit   |
| 25  | 2e   | Kevin Griffin    | Angleterre  | Ailier gauche  |
| 54  | 3e   | Darrel Anholt    | Canada      | Défenseur      |
| 75  | 4e   | Perry Pelensky   | Canada      | Ailier droit   |
| 96  | 5e   | Doug Chessell    | Canada      | Gardien de but |
| 117 | 6e   | Bill Schafhauser | États-Unis  | Défenseur      |
| 138 | 7e   | Marc Centrone    | Canada      | Centre         |
| 159 | 8e   | Johan Mellströn  | Suède       | Ailier gauche  |
| 180 | 9e   | John Benns       | Canada      | Ailier gauche  |
| 201 | 10e  | Sylvain Roy      | Canada      | Défenseur      |

### 1982
| No  | Tour | Nom            | Nationalité | Position      |
| --- | ---- | -------------- | ----------- | ------------- |
| 7   | 1er  | Ken Yaremchuk  | Canada      | Centre        |
| 28  | 2e   | René Badeau    | Canada      | Défenseur     |
| 49  | 3e   | Tom McMurchy   | Canada      | Ailier droit  |
| 70  | 4e   | Bill Watson    | Canada      | Ailier droit  |
| 91  | 5e   | Brad Beck      | Canada      | Défenseur     |
| 112 | 6e   | Mark Hatcher   | États-Unis  | Défenseur     |
| 133 | 7e   | Jay Ness       | États-Unis  | Défenseur     |
| 154 | 8e   | Jeff Smith     | Canada      | Ailier gauche |
| 175 | 9e   | Phil Patterson | Canada      | Ailier droit  |
| 196 | 10e  | Jim Camazzola  | Canada      | Ailier gauche |
| 217 | 11e  | Mike James     | Canada      | Défenseur     |
| 238 | 12e  | Robert Andrea  | Canada      | Défenseur     |

### 1983
| No  | Tour | Nom            | Nationalité     | Position       |
| --- | ---- | -------------- | --------------- | -------------- |
| 18  | 1er  | Bruce Cassidy  | Canada          | Défenseur      |
| 39  | 2e   | Wayne Presley  | États-Unis      | Ailier droit   |
| 59  | 3e   | Marc Bergevin  | Canada          | Défenseur      |
| 79  | 4e   | Tarek Howard   | États-Unis      | Défenseur      |
| 99  | 5e   | Kevin Robinson | Canada          | Ailier gauche  |
| 115 | 6e   | Jari Torkki    | Finlande        | Ailier droit   |
| 119 | 6e   | Mark LaVarre   | États-Unis      | Ailier droit   |
| 139 | 7e   | Scott Birnie   | Canada          | Ailier droit   |
| 159 | 8e   | Kent Paynter   | Canada          | Défenseur      |
| 179 | 9e   | Brian Noonan   | États-Unis      | Ailier droit   |
| 199 | 10e  | Dominik Hašek  | Tchécoslovaquie | Gardien de but |
| 219 | 11e  | Steve Pépin    | Canada          | Centre         |

### 1984
| No  | Tour | Nom             | Nationalité | Position       |
| --- | ---- | --------------- | ----------- | -------------- |
| 3   | 1er  | Ed Olczyk       | États-Unis  | Ailier droit   |
| 45  | 3e   | Trent Yawney    | Canada      | Défenseur      |
| 66  | 4e   | Tom Eriksson    | Suède       | Ailier gauche  |
| 90  | 5e   | Timo Lehkonen   | Finlande    | Gardien de but |
| 101 | 5e   | Darin Sceviour  | Canada      | Ailier droit   |
| 111 | 6e   | Chris Clifford  | Canada      | Gardien de but |
| 132 | 7e   | Mike Stapleton  | Canada      | Centre         |
| 153 | 8e   | Glenn Greenough | Canada      | Ailier droit   |
| 174 | 9e   | Ralph DiFiori   | Canada      | Défenseur      |
| 194 | 10e  | Joakim Persson  | Suède       | Ailier gauche  |
| 215 | 11e  | Bill Brown      | États-Unis  | Centre         |
| 224 | 11e  | David Mackey    | Canada      | Ailier gauche  |
| 235 | 12e  | Dan Williams    | États-Unis  | Défenseur      |

### 1985
| No  | Tour | Nom              | Nationalité | Position       |
| --- | ---- | ---------------- | ----------- | -------------- |
| 11  | 1er  | Dave Manson      | Canada      | Défenseur      |
| 53  | 3e   | Andy Helmuth     | États-Unis  | Gardien de but |
| 74  | 4e   | Dan Vincelette   | Canada      | Ailier gauche  |
| 87  | 5e   | Rick Herbert     | Canada      | Défenseur      |
| 95  | 5e   | Brad Belland     | Canada      | Centre         |
| 116 | 6e   | Jonas Heed       | Suède       | Défenseur      |
| 137 | 7e   | Victor Posa      | Italie      | Ailier gauche  |
| 158 | 8e   | John Reid        | Canada      | Gardien de but |
| 179 | 9e   | Richard Laplante | Canada      | Centre         |
| 200 | 10e  | Brad Hamilton    | Canada      | Défenseur      |
| 221 | 11e  | Ian Pound        | Canada      | Défenseur      |
| 242 | 12e  | Richard Braccia  | États-Unis  | Ailier gauche  |

### 1986
| No  | Tour | Nom              | Nationalité     | Position      |
| --- | ---- | ---------------- | --------------- | ------------- |
| 14  | 1er  | Everett Sanipass | Canada          | Ailier gauche |
| 35  | 2e   | Mark Kurzawski   | États-Unis      | Défenseur     |
| 77  | 4e   | František Kučera | Tchécoslovaquie | Défenseur     |
| 98  | 5e   | Lonnie Loach     | Canada          | Ailier gauche |
| 119 | 6e   | Mario Doyon      | Canada          | Défenseur     |
| 140 | 7e   | Mike Hudson      | Canada          | Centre        |
| 161 | 8e   | Martin Nanne     | États-Unis      | Ailier droit  |
| 182 | 9e   | Geoff Benic      | Canada          | Ailier gauche |
| 203 | 10e  | Glenn Lowes      | Canada          | Ailier gauche |
| 224 | 11e  | Chris Thayer     | États-Unis      | Centre        |
| 245 | 12e  | Sean Williams    | Canada          | Ailier droit  |
| 5   | R.S  | Dave Randall     | Canada          | Défenseur     |

### 1987
| No  | Tour | Nom            | Nationalité | Position       |
| --- | ---- | -------------- | ----------- | -------------- |
| 8   | 1er  | Jimmy Waite    | Canada      | Gardien de but |
| 29  | 2e   | Ryan McGill    | Canada      | Défenseur      |
| 50  | 3e   | Cam Russell    | Canada      | Défenseur      |
| 60  | 3e   | Mike Dagenais  | Canada      | Défenseur      |
| 92  | 5e   | Ulf Sandström  | Suède       | Ailier droit   |
| 113 | 6e   | Mike McCormick | États-Unis  | Ailier gauche  |
| 134 | 7e   | Stephen Tepper | États-Unis  | Ailier droit   |
| 155 | 8e   | John Reilly    | États-Unis  | Ailier gauche  |
| 176 | 9e   | Lance Werness  | États-Unis  | Ailier droit   |
| 197 | 10e  | Dale Marquette | Canada      | Ailier gauche  |
| 218 | 11e  | Bill LaCouture | États-Unis  | Ailier droit   |
| 239 | 12e  | Mike Lappin    | États-Unis  | Centre         |

### 1988
| No  | Tour | Nom              | Nationalité | Position      |
| --- | ---- | ---------------- | ----------- | ------------- |
| 8   | 1er  | Jeremy Roenick   | États-Unis  | Centre        |
| 50  | 3e   | Trevor Dam       | Canada      | Ailier droit  |
| 71  | 4e   | Stefan Elvenes   | Suède       | Ailier droit  |
| 92  | 5e   | Joe Cleary       | États-Unis  | Défenseur     |
| 113 | 6e   | Justin Lafayette | Canada      | Ailier gauche |
| 134 | 7e   | Craig Woodcroft  | Canada      | Ailier gauche |
| 155 | 8e   | Jon Pojar        | États-Unis  | Ailier gauche |
| 176 | 9e   | Mathew Hentges   | États-Unis  | Défenseur     |
| 197 | 10e  | Daniel Maurice   | Canada      | Centre        |
| 218 | 11e  | Dirk Tenzer      | États-Unis  | Défenseur     |
| 239 | 12e  | Andreas Lupzig   | Allemagne   | Centre        |
| 13  | R.S  | Todd Wolf        | États-Unis  | Défenseur     |

### 1989
| No  | Tour | Nom               | Nationalité     | Position       |
| --- | ---- | ----------------- | --------------- | -------------- |
| 6   | 1er  | Adam Bennett      | Canada          | Défenseur      |
| 27  | 2e   | Mike Speer        | Canada          | Défenseur      |
| 48  | 3e   | Bob Kellogg       | États-Unis      | Défenseur      |
| 111 | 6e   | Tommi Pullola     | Finlande        | Centre         |
| 132 | 7e   | Tracy Egeland     | Canada          | Ailier droit   |
| 153 | 8e   | Milan Tichy       | Tchécoslovaquie | Défenseur      |
| 174 | 9e   | Jason Greyerbiehl | Canada          | Ailier gauche  |
| 195 | 10e  | Matt Saunders     | Canada          | Ailier gauche  |
| 216 | 11e  | Mike Kozak        | Canada          | Ailier droit   |
| 237 | 12e  | Mike Doneghey     | États-Unis      | Gardien de but |
| 11  | R.S  | Alex Roberts      | États-Unis      | Défenseur      |

### 1990
| No  | Tour | Nom            | Nationalité     | Position      |
| --- | ---- | -------------- | --------------- | ------------- |
| 16  | 1er  | Karl Dykhuis   | Canada          | Défenseur     |
| 37  | 2e   | Ivan Droppa    | Tchécoslovaquie | Défenseur     |
| 79  | 4e   | Chris Tucker   | États-Unis      | Centre        |
| 121 | 6e   | Brent Stickney | États-Unis      | Centre        |
| 124 | 6e   | Derek Edgerly  | États-Unis      | Centre        |
| 163 | 8e   | Hugo Bélanger  | Canada          | Ailier gauche |
| 184 | 9e   | Owen Lessard   | Canada          | Ailier gauche |
| 205 | 10e  | Erik Peterson  | États-Unis      | Centre        |
| 226 | 11e  | Steve Dubinsky | Canada          | Ailier droit  |
| 247 | 12e  | Dino Grossi    | Canada          | Ailier droit  |
| 20  | R.S  | Claude Maillet | Canada          | Défenseur     |

### 1991
| No  | Tour | Nom                   | Nationalité      | Position       |
| --- | ---- | --------------------- | ---------------- | -------------- |
| 22  | 1er  | Dean McAmmond         | Canada           | Centre         |
| 39  | 2e   | Mike Pomichter        | États-Unis       | Centre         |
| 44  | 2e   | Jamie Matthews        | Canada           | Centre         |
| 66  | 3e   | Bobby House           | Canada           | Ailier droit   |
| 71  | 4e   | Igor Kravtchouk       | Union soviétique | Défenseur      |
| 88  | 4e   | Zac Boyer             | Canada           | Ailier droit   |
| 110 | 5e   | Maco Balkovec         | Canada           | Défenseur      |
| 112 | 6e   | Kevin St. Jacques     | Canada           | Ailier gauche  |
| 132 | 6e   | Jacques Auger         | Canada           | Défenseur      |
| 154 | 7e   | Scott Kirton          | Canada           | Ailier droit   |
| 176 | 8e   | Roch Belley           | Canada           | Gardien de but |
| 198 | 9e   | Scott MacDonald       | États-Unis       | Défenseur      |
| 220 | 10e  | Aliaksandr Andryewski | Biélorussie      | Ailier droit   |
| 242 | 11e  | Mike Larkin           | États-Unis       | Défenseur      |
| 264 | 12e  | Scott Dean            | États-Unis       | Défenseur      |
| 28  | R.S  | Dan Gravelle          | Canada           | Centre         |

### 1992
| No  | Tour | Nom                  | Nationalité | Position      |
| --- | ---- | -------------------- | ----------- | ------------- |
| 12  | 1er  | Sergueï Krivokrassov | Russie      | Ailier droit  |
| 36  | 2e   | Jeff Shantz          | Canada      | Centre        |
| 41  | 2e   | Sergueï Klimovitch   | Russie      | Centre        |
| 89  | 4e   | Andy MacIntyre       | Canada      | Ailier gauche |
| 113 | 5e   | Tim Hogan            | Canada      | Défenseur     |
| 137 | 6e   | Gerry Skrypec        | Canada      | Défenseur     |
| 161 | 7e   | Mike Prokopec        | Canada      | Ailier droit  |
| 185 | 8e   | Layne Roland         | Canada      | Ailier droit  |
| 209 | 9e   | David Hymovitz       | États-Unis  | Ailier gauche |
| 233 | 10e  | Richard Raymond      | Canada      | Défenseur     |

### 1993
| No  | Tour | Nom             | Nationalité | Position       |
| --- | ---- | --------------- | ----------- | -------------- |
| 24  | 1er  | Éric Lecompte   | Canada      | Ailier gauche  |
| 50  | 2e   | Eric Manlow     | Canada      | Centre         |
| 54  | 3e   | Bogdan Savenko  | Ukraine     | Ailier droit   |
| 76  | 3e   | Ryan Huska      | Canada      | Ailier gauche  |
| 90  | 4e   | Éric Dazé       | Canada      | Ailier gauche  |
| 102 | 4e   | Patrick Pysz    | Pologne     | Centre         |
| 128 | 5e   | Jonni Vauhkonen | Finlande    | Ailier gauche  |
| 180 | 7e   | Tom White       | États-Unis  | Centre         |
| 206 | 8e   | Sergueï Petrov  | Russie      | Ailier gauche  |
| 232 | 9e   | Mike Rusk       | Canada      | Défenseur      |
| 258 | 10e  | Mike McGhan     | Canada      | Ailier gauche  |
| 284 | 11e  | Tom Noble       | États-Unis  | Gardien de but |

### 1994
| No  | Tour | Nom              | Nationalité        | Position       |
| --- | ---- | ---------------- | ------------------ | -------------- |
| 14  | 1er  | Ethan Moreau     | Canada             | Ailier gauche  |
| 40  | 2e   | Jean-Yves Leroux | Canada             | Ailier gauche  |
| 85  | 4e   | Steve McLaren    | Canada             | Ailier gauche  |
| 118 | 5e   | Marc Dupuis      | Canada             | Défenseur      |
| 144 | 6e   | Jim Ensom        | Canada             | Centre         |
| 170 | 7e   | Tyler Prosofsky  | Canada             | Centre         |
| 196 | 8e   | Mike Josephson   | Canada             | Ailier gauche  |
| 222 | 9e   | Lubomir Jandera  | République tchèque | Défenseur      |
| 248 | 10e  | Lars Weibel      | Suisse             | Gardien de but |
| 263 | 11e  | Rob Mara         | États-Unis         | Ailier droit   |

### 1995
| No  | Tour | Nom                | Nationalité        | Position       |
| --- | ---- | ------------------ | ------------------ | -------------- |
| 19  | 1er  | Dmitri Nabokov     | Russie             | Ailier droit   |
| 45  | 2e   | Christian Laflamme | Canada             | Défenseur      |
| 71  | 3e   | Kevin McKay        | Canada             | Défenseur      |
| 82  | 4e   | Chris Van Dyk      | Canada             | Défenseur      |
| 97  | 4e   | Pavel Kriz         | République tchèque | Défenseur      |
| 146 | 6e   | Marc Magliarditi   | États-Unis         | Gardien de but |
| 149 | 6e   | Marty Wilford      | Canada             | Défenseur      |
| 175 | 7e   | Steve Tardif       | Canada             | Centre         |
| 201 | 8e   | Casey Hankinson    | États-Unis         | Ailier gauche  |
| 227 | 9e   | Michael Pittman    | Canada             | Centre         |

### 1996
| No  | Tour | Nom            | Nationalité | Position  |
| --- | ---- | -------------- | ----------- | --------- |
| 31  | 2e   | Rémi Royer     | Canada      | Défenseur |
| 42  | 2e   | Jeff Paul      | Canada      | Défenseur |
| 46  | 2e   | Geoff Peters   | Canada      | Centre    |
| 130 | 5e   | Andy Johnson   | Canada      | Défenseur |
| 184 | 7e   | Mike Vellinga  | Canada      | Défenseur |
| 210 | 8e   | Chris Twerdun  | Canada      | Défenseur |
| 236 | 9e   | Andreï Kozyrev | Russie      | Défenseur |

### 1997
| No  | Tour | Nom               | Nationalité | Position      |
| --- | ---- | ----------------- | ----------- | ------------- |
| 13  | 1er  | Daniel Cleary     | Canada      | Ailier droit  |
| 16  | 1er  | Ty Jones          | États-Unis  | Ailier droit  |
| 39  | 2e   | Jeremy Reich      | Canada      | Centre        |
| 67  | 3e   | Mike Souza        | États-Unis  | Ailier gauche |
| 110 | 5e   | Ben Simon         | États-Unis  | Ailier gauche |
| 120 | 5e   | Pete Gardiner     | Canada      | Ailier droit  |
| 130 | 5e   | Kyle Calder       | Canada      | Ailier gauche |
| 147 | 6e   | Heath Gordon      | États-Unis  | Ailier gauche |
| 174 | 7e   | Jared Smith       | Canada      | Défenseur     |
| 204 | 8e   | Sergueï Chikhanov | Russie      | Ailier droit  |
| 230 | 9e   | Chris Feil        | États-Unis  | Défenseur     |

### 1998
| No  | Tour | Nom                | Nationalité | Position       |
| --- | ---- | ------------------ | ----------- | -------------- |
| 8   | 1er  | Mark Bell          | Canada      | Ailier gauche  |
| 94  | 4e   | Matthias Trattnig  | Autriche    | Ailier gauche  |
| 156 | 6e   | Kent Huskins       | Canada      | Défenseur      |
| 158 | 6e   | Jari Viuhkola      | Finlande    | Centre         |
| 166 | 6e   | Jonathan Pelletier | Canada      | Gardien de but |
| 183 | 7e   | Tyler Arnason      | États-Unis  | Centre         |
| 210 | 8e   | Sean Griffin       | Canada      | Défenseur      |
| 238 | 9e   | Alexandre Couture  | Canada      | Ailier gauche  |
| 240 | 9e   | Andreï Yerchov     | Russie      | Défenseur      |

### 1999
| No  | Tour | Nom                | Nationalité | Position       |
| --- | ---- | ------------------ | ----------- | -------------- |
| 23  | 1er  | Steve McCarthy     | Canada      | Défenseur      |
| 46  | 2e   | Dmitri Levinsky    | Kazakhstan  | Ailier droit   |
| 63  | 2e   | Stepan Mokhov      | Kazakhstan  | Défenseur      |
| 134 | 5e   | Michael Jacobsen   | Canada      | Défenseur      |
| 165 | 6e   | Michael Leighton   | Canada      | Gardien de but |
| 194 | 7e   | Mattias Wennerberg | Suède       | Centre         |
| 195 | 7e   | Yorick Treille     | France      | Ailier droit   |
| 223 | 8e   | Andrew Carver      | Canada      | Défenseur      |

### 2000
| No  | Tour | Nom                 | Nationalité | Position       |
| --- | ---- | ------------------- | ----------- | -------------- |
| 10  | 1er  | Mikhaïl Iakoubov    | Russie      | Centre         |
| 11  | 1er  | Pavel Vorobiov      | Kazakhstan  | Ailier droit   |
| 49  | 2e   | Jonas Nordqvist     | Suède       | Centre         |
| 74  | 3e   | Igor Radoulov       | Russie      | Ailier gauche  |
| 106 | 4e   | Scott Balan         | Canada      | Défenseur      |
| 117 | 4e   | Olli Malmivaara     | Finlande    | Défenseur      |
| 151 | 5e   | Aleksandr Barkounov | Russie      | Défenseur      |
| 177 | 6e   | Mike Ayers          | États-Unis  | Gardien de but |
| 193 | 6e   | Joey Martin         | États-Unis  | Défenseur      |
| 207 | 7e   | Cliff Loya          | États-Unis  | Défenseur      |
| 225 | 7e   | Vladislav Louchkine | Russie      | Centre         |
| 240 | 8e   | Adam Berkhoel       | États-Unis  | Gardien de but |
| 262 | 9e   | Peter Flache        | Canada      | Centre         |
| 271 | 9e   | Reto von Arx        | Suisse      | Centre         |
| 291 | 9e   | Arne Ramholt        | Suisse      | Défenseur      |

### 2001
| No  | Tour | Nom                | Nationalité        | Position       |
| --- | ---- | ------------------ | ------------------ | -------------- |
| 9   | 1er  | Tuomo Ruutu        | Finlande           | Ailier gauche  |
| 29  | 1er  | Adam Munro         | Canada             | Gardien de but |
| 59  | 2e   | Matt Keith         | Canada             | Ailier droit   |
| 73  | 3e   | Craig Anderson     | États-Unis         | Gardien de but |
| 104 | 4e   | Brent MacLellan    | Canada             | Défenseur      |
| 115 | 4e   | Vladimir Goussev   | Russie             | Défenseur      |
| 119 | 4e   | Alekseï Zotkine    | Russie             | Ailier gauche  |
| 142 | 5e   | Tommi Jaminki      | Finlande           | Ailier gauche  |
| 174 | 6e   | Aleksandr Golovine | Russie             | Ailier gauche  |
| 186 | 6e   | Petr Puncochar     | République tchèque | Défenseur      |
| 205 | 7e   | Teemu Jaaskelainen | Finlande           | Défenseur      |
| 216 | 7e   | Oleg Minakov       | Russie             | Ailier droit   |
| 268 | 9e   | Jeff Miles         | Canada             | Centre         |

### 2002
| No  | Tour | Nom                  | Nationalité | Position       |
| --- | ---- | -------------------- | ----------- | -------------- |
| 21  | 1er  | Anton Babtchouk      | Ukraine     | Défenseur      |
| 54  | 2e   | Duncan Keith         | Canada      | Défenseur      |
| 93  | 3e   | Aleksandr Kojevnikov | Russie      | Ailier gauche  |
| 128 | 4e   | Matt Ellison         | Canada      | Ailier droit   |
| 156 | 5e   | James Wisniewski     | États-Unis  | Défenseur      |
| 188 | 6e   | Kevin Kantee         | États-Unis  | Défenseur      |
| 219 | 7e   | Tyson Kellerman      | Canada      | Gardien de but |
| 251 | 8e   | Jason Kostadine      | États-Unis  | Ailier droit   |
| 282 | 9e   | Adam Burish          | États-Unis  | Ailier droit   |

### 2003
| No  | Tour | Nom              | Nationalité        | Position       |
| --- | ---- | ---------------- | ------------------ | -------------- |
| 14  | 1er  | Brent Seabrook   | Canada             | Défenseur      |
| 52  | 2e   | Corey Crawford   | Canada             | Gardien de but |
| 59  | 2e   | Michal Barinka   | République tchèque | Défenseur      |
| 151 | 5e   | Lasse Kukkonen   | Finlande           | Défenseur      |
| 156 | 5e   | Alekseï Ivanov   | Russie             | Centre         |
| 181 | 6e   | Johan Andersson  | Suède              | Centre         |
| 211 | 7e   | Mike Brodeur     | Canada             | Gardien de but |
| 245 | 8e   | Dustin Byfuglien | États-Unis         | Défenseur      |
| 275 | 9e   | Michael Grenzy   | États-Unis         | Défenseur      |
| 282 | 9e   | Chris Porter     | Canada             | Centre         |

### 2004
| No  | Tour | Nom             | Nationalité        | Position      |
| --- | ---- | --------------- | ------------------ | ------------- |
| 3   | 1er  | Cam Barker      | Canada             | Défenseur     |
| 32  | 2e   | David Bolland   | Canada             | Centre        |
| 41  | 2e   | Bryan Bickell   | Canada             | Ailier gauche |
| 45  | 2e   | Ryan Garlock    | Canada             | Centre        |
| 54  | 2e   | Jakub Sindel    | République tchèque | Centre        |
| 68  | 3e   | Adam Berti      | Canada             | Ailier gauche |
| 120 | 4e   | Mitch Maunu     | Canada             | Défenseur     |
| 123 | 4e   | Karel Hromas    | République tchèque | Ailier gauche |
| 131 | 5e   | Trevor Kell     | Canada             | Ailier droit  |
| 140 | 5e   | Jake Dowell     | États-Unis         | Centre        |
| 165 | 6e   | Scott McCulloch | Canada             | Ailier gauche |
| 196 | 7e   | Petri Kontiola  | Finlande           | Centre        |
| 214 | 7e   | Troy Brouwer    | Canada             | Ailier droit  |
| 223 | 7e   | Jared Walker    | Canada             | Centre        |
| 229 | 8e   | Eric Hunter     | Canada             | Centre        |
| 256 | 8e   | Matthew Ford    | États-Unis         | Ailier droit  |
| 260 | 9e   | Marko Anttila   | Finlande           | Ailier droit  |

### 2005
| No  | Tour | Nom                | Nationalité        | Position       |
| --- | ---- | ------------------ | ------------------ | -------------- |
| 7   | 1er  | Jack Skille        | États-Unis         | Ailier droit   |
| 43  | 2e   | Mike Blunden       | Canada             | Ailier droit   |
| 54  | 2e   | Dan Bertram        | Canada             | Ailier droit   |
| 68  | 3e   | Evan Brophey       | Canada             | Centre         |
| 108 | 4e   | Niklas Hjalmarsson | Suède              | Défenseur      |
| 113 | 4e   | Nathan Davis       | États-Unis         | Centre         |
| 117 | 4e   | Denis Istomine     | Russie             | Ailier droit   |
| 134 | 5e   | Brennan Turner     | Canada             | Défenseur      |
| 167 | 6e   | Joe Fallon         | États-Unis         | Gardien de but |
| 188 | 6e   | Joe Charlebois     | États-Unis         | Défenseur      |
| 202 | 7e   | David Kuchejda     | République tchèque | Ailier droit   |
| 203 | 7e   | Adam Hobson        | Canada             | Centre         |

### 2006
| No  | Tour | Nom                    | Nationalité | Position       |
| --- | ---- | ---------------------- | ----------- | -------------- |
| 3   | 1er  | Jonathan Toews         | Canada      | Centre         |
| 33  | 2e   | Igor Makarov           | Russie      | Ailier droit   |
| 61  | 2e   | Simon Danis-Pépin      | Canada      | Défenseur      |
| 76  | 3e   | Tony Lagerström        | Suède       | Centre         |
| 95  | 4e   | Ben Shutron            | Canada      | Défenseur      |
| 96  | 4e   | Joe Palmer             | États-Unis  | Gardien de but |
| 156 | 6e   | Jan-Mikael Juutilainen | Finlande    | Centre         |
| 169 | 6e   | Chris Auger            | Canada      | Centre         |
| 186 | 7e   | Peter Leblanc          | Canada      | Centre         |

### 2007
| No  | Tour | Nom             | Nationalité | Position       |
| --- | ---- | --------------- | ----------- | -------------- |
| 1er | 1er  | Patrick Kane    | États-Unis  | Ailier droit   |
| 38  | 2e   | Bill Sweatt     | États-Unis  | Ailier gauche  |
| 56  | 2e   | Akim Aliu       | Canada      | Ailier droit   |
| 69  | 3e   | Maxime Tanguay  | Canada      | Centre         |
| 86  | 3e   | Josh Unice      | États-Unis  | Gardien de but |
| 126 | 5e   | Joseph Lavin    | États-Unis  | Défenseur      |
| 156 | 6e   | Richard Greenop | Canada      | Centre         |

### 2008
| No  | Tour | Nom               | Nationalité | Position      |
| --- | ---- | ----------------- | ----------- | ------------- |
| 11  | 1er  | Kyle Beach        | Canada      | Ailier gauche |
| 68  | 3e   | Shawn Lalonde     | Canada      | Défenseur     |
| 132 | 5e   | Teigan Zahn       | Canada      | Défenseur     |
| 162 | 6e   | Jonathan Carlsson | Suède       | Défenseur     |
| 169 | 6e   | Benjamin Smith    | États-Unis  | Ailier droit  |
| 179 | 6e   | Braden Birch      | Canada      | Défenseur     |
| 192 | 7e   | Joe Gleason       | États-Unis  | Défenseur     |

### 2009
| No  | Tour | Nom            | Nationalité | Position  |
| --- | ---- | -------------- | ----------- | --------- |
| 28  | 1er  | Dylan Olsen    | États-Unis  | Défenseur |
| 59  | 2e   | Brandon Pirri  | Canada      | Centre    |
| 89  | 3e   | Daniel Delisle | États-Unis  | Centre    |
| 119 | 4e   | Byron Froese   | Canada      | Centre    |
| 149 | 5e   | Marcus Kruger  | Suède       | Centre    |
| 177 | 6e   | David Pacan    | Canada      | Centre    |
| 195 | 7e   | Paul Phillips  | États-Unis  | Défenseur |
| 209 | 7e   | David Gilbert  | Canada      | Centre    |

### 2010
| No  | Tour | Nom                | Nationalité | Position       |
| --- | ---- | ------------------ | ----------- | -------------- |
| 24  | 1er  | Kevin Hayes        | États-Unis  | Ailier droit   |
| 35  | 2e   | Ludvig Rensfeldt   | Suède       | Ailier gauche  |
| 54  | 2e   | Justin Holl        | États-Unis  | Défenseur      |
| 58  | 2e   | Kent Simpson       | Canada      | Gardien de but |
| 60  | 2e   | Stephen Johns      | États-Unis  | Défenseur      |
| 90  | 3e   | Joakim Nordström   | Suède       | Centre         |
| 120 | 4e   | Rob Flick          | Canada      | Centre         |
| 151 | 6e   | Mirko Höfflin      | Allemagne   | Centre         |
| 180 | 6e   | Nick Mattson       | États-Unis  | Défenseur      |
| 191 | 7e   | Macmillian Carruth | États-Unis  | Gardien de but |

### 2011
| No  | Tour | Nom              | Nationalité | Position       |
| --- | ---- | ---------------- | ----------- | -------------- |
| 18  | 1er  | Mark McNeill     | Canada      | Centre         |
| 26  | 1er  | Phillip Danault  | Canada      | Ailier gauche  |
| 36  | 2e   | Adam Clendening  | États-Unis  | Défenseur      |
| 43  | 2e   | Brandon Saad     | États-Unis  | Ailier gauche  |
| 70  | 3e   | Michael Paliotta | États-Unis  | Défenseur      |
| 79  | 3e   | Klas Dahlbeck    | États-Unis  | Défenseur      |
| 109 | 4e   | Maksim Chalounov | Russie      | Ailier droit   |
| 139 | 5e   | Andrew Shaw      | Canada      | Centre         |
| 169 | 6e   | Samuel Jardine   | Canada      | Défenseur      |
| 199 | 7e   | Alex Broadhurst  | États-Unis  | Centre         |
| 211 | 7e   | Johan Mattsson   | Suède       | Gardien de but |

### 2012
| No  | Tour | Nom                | Nationalité | Position       |
| --- | ---- | ------------------ | ----------- | -------------- |
| 18  | 1er  | Teuvo Teräväinen   | Finlande    | Ailier gauche  |
| 48  | 2e   | Dillon Fournier    | Canada      | Défenseur      |
| 79  | 3e   | Chris Calnan       | États-Unis  | Ailier droit   |
| 139 | 5e   | Garret Ross        | États-Unis  | Ailier gauche  |
| 149 | 5e   | Travis Brown       | Canada      | Défenseur      |
| 169 | 6e   | Vincent Hinostroza | États-Unis  | Centre         |
| 191 | 7e   | Brandon Whitney    | Canada      | Gardien de but |
| 199 | 7e   | Matthew Tomkins    | Canada      | Gardien de but |

### 2013
| No  | Tour | Nom            | Nationalité | Position     |
| --- | ---- | -------------- | ----------- | ------------ |
| 30  | 1er  | Ryan Hartman   | États-Unis  | Ailier droit |
| 51  | 2e   | Carl Dahlström | Suède       | Défenseur    |
| 74  | 3e   | John Hayden    | États-Unis  | Centre       |
| 111 | 4e   | Robin Norell   | Suède       | Défenseur    |
| 121 | 4e   | Tyler Motte    | États-Unis  | Centre       |
| 134 | 5e   | Luke Johnson   | États-Unis  | Centre       |
| 181 | 6e   | Anthony Louis  | États-Unis  | Centre       |
| 211 | 7e   | Robin Press    | Suède       | Défenseur    |

### 2014
| No  | Tour | Nom                | Nationalité | Position       |
| --- | ---- | ------------------ | ----------- | -------------- |
| 20  | 1er  | Nick Schmaltz      | États-Unis  | Centre         |
| 83  | 3e   | Matheson Iacopelli | États-Unis  | Ailier droit   |
| 88  | 3e   | Beau Starrett      | États-Unis  | Ailier gauche  |
| 98  | 4e   | Fredrik Olofsson   | Suède       | Ailier gauche  |
| 141 | 5e   | Luc Snuggerud      | États-Unis  | Défenseur      |
| 148 | 5e   | Andreas Söderberg  | Suède       | Défenseur      |
| 178 | 6e   | Dylan Sikura       | Canada      | Centre         |
| 179 | 6e   | Ivan Nalimov       | Russie      | Gardien de but |
| 208 | 7e   | Jack Ramsey        | États-Unis  | Ailier droit   |

### 2015
| No  | Tour | Nom            | Nationalité | Position      |
| --- | ---- | -------------- | ----------- | ------------- |
| 54  | 2e   | Graham Knott   | Canada      | Ailier gauche |
| 91  | 3e   | Dennis Gilbert | États-Unis  | Défenseur     |
| 121 | 4e   | Ryan Shea      | États-Unis  | Défenseur     |
| 151 | 5e   | Radovan Bondra | Slovaquie   | Ailier droit  |
| 164 | 6e   | Roy Radke      | États-Unis  | Ailier droit  |
| 181 | 6e   | Joni Tuulola   | Finlande    | Défenseur     |
| 211 | 7e   | John Dahlström | Suède       | Ailier droit  |

### 2016
| No  | Tour | Nom             | Nationalité | Position       |
| --- | ---- | --------------- | ----------- | -------------- |
| 39  | 2e   | Alex DeBrincat  | États-Unis  | Ailier droit   |
| 45  | 2e   | Chad Krys       | États-Unis  | Défenseur      |
| 50  | 2e   | Artour Kaïoumov | Russie      | Ailier gauche  |
| 83  | 3e   | Wouter Peeters  | Belgique    | Gardien de but |
| 110 | 4e   | Lucas Carlsson  | Suède       | Défenseur      |
| 113 | 4e   | Nathan Noel     | Canada      | Centre         |
| 143 | 5e   | Mathias From    | Danemark    | Ailier droit   |
| 173 | 6e   | Blake Hillman   | États-Unis  | Défenseur      |
| 203 | 7e   | Jake Ryczek     | États-Unis  | Défenseur      |

### 2017
| No  | Tour | Nom                  | Nationalité        | Position      |
| --- | ---- | -------------------- | ------------------ | ------------- |
| 29  | 1er  | Henri Jokiharju      | Finlande           | Défenseur     |
| 57  | 2e   | Ian Mitchell         | Canada             | Défenseur     |
| 70  | 3e   | Andreï Altybarmakian | Russie             | Ailier droit  |
| 90  | 3e   | Evan Barratt         | États-Unis         | Centre        |
| 112 | 4e   | Tim Söderlund        | Suède              | Centre        |
| 119 | 4e   | Roope Laavainen      | Finlande           | Défenseur     |
| 144 | 5e   | Parker Foo           | Canada             | Ailier gauche |
| 150 | 5e   | Jakub Galvas         | République tchèque | Défenseur     |
| 215 | 7e   | Joshua Ess           | États-Unis         | Défenseur     |

### 2018
| No  | Tour | Nom                | Nationalité | Position       |
| --- | ---- | ------------------ | ----------- | -------------- |
| 8   | 1er  | Adam Boqvist       | Suède       | Défenseur      |
| 27  | 1er  | Nicolas Beaudin    | Canada      | Défenseur      |
| 69  | 3e   | Jake Wise          | États-Unis  | Centre         |
| 74  | 3e   | Niklas Nordgren    | Finlande    | Ailier droit   |
| 120 | 4e   | Philipp Kurashev   | Suisse      | Centre         |
| 139 | 5e   | Mikael Hakkarainen | Finlande    | Centre         |
| 162 | 6e   | Alexis Gravel      | Canada      | Gardien de but |
| 193 | 7e   | Josiah Slavin      | États-Unis  | Ailier gauche  |

### 2019
| No  | Tour | Nom           | Nationalité        | Position       |
| --- | ---- | ------------- | ------------------ | -------------- |
| 3   | 1er  | Kirby Dach    | Canada             | Centre         |
| 43  | 2e   | Alex Vlasic   | États-Unis         | Défenseur      |
| 105 | 4e   | Michal Teply  | République tchèque | Ailier gauche  |
| 123 | 4e   | Antti Saarela | Finlande           | Centre         |
| 167 | 6e   | Dominic Basse | États-Unis         | Gardien de but |
| 194 | 7e   | Cole Moberg   | Canada             | Défenseur      |

### 2020
| No  | Tour | Nom             | Nationalité        | Position       |
| --- | ---- | --------------- | ------------------ | -------------- |
| 17  | 1er  | Lukas Reichel   | Allemagne          | Ailier gauche  |
| 46  | 2e   | Drew Commesso   | États-Unis         | Gardien de but |
| 79  | 3e   | Landon Slaggert | États-Unis         | Ailier gauche  |
| 81  | 3e   | Wyatt Kaiser    | États-Unis         | Défenseur      |
| 110 | 4e   | Michael Krutil  | République tchèque | Défenseur      |
| 141 | 5e   | Isaak Philips   | Canada             | Défenseur      |
| 172 | 6e   | Chad Yetman     | Canada             | Centre         |
| 188 | 7e   | Louis Crevier   | Canada             | Défenseur      |

### 2021
| No  | Tour | Nom               | Nationalité | Position  |
| --- | ---- | ----------------- | ----------- | --------- |
| 32  | 1er  | Nolan Allan       | Canada      | Défenseur |
| 62  | 2e   | Colton Dach       | Canada      | Centre    |
| 91  | 3e   | Taige Harding     | Angleterre  | Défenseur |
| 105 | 4e   | Ethan Del Mastro  | Canada      | Défenseur |
| 108 | 4e   | Victor Stjernborg | Suède       | Centre    |
| 172 | 6e   | Ilia Safonov      | Russie      | Centre    |
| 204 | 7e   | Connor Kelly      | États-Unis  | Défenseur |
| 216 | 7e   | Jalen Luypen      | Canada      | Centre    |

### 2022
| No  | Tour | Nom              | Nationalité | Position      |
| --- | ---- | ---------------- | ----------- | ------------- |
| 7   | 1er  | Kevin Korchinski | Canada      | Défenseur     |
| 13  | 1er  | Frank Nazar      | États-Unis  | Centre        |
| 25  | 1er  | Sam Rinzel       | États-Unis  | Défenseur     |
| 39  | 2e   | Paul Ludwinski   | Canada      | Centre        |
| 57  | 2e   | Ryan Greene      | Canada      | Centre        |
| 66  | 3e   | Gavin Hayes      | États-Unis  | Ailier gauche |
| 81  | 3e   | Samuel Savoie    | Canada      | Ailier gauche |
| 90  | 3e   | Aidan Thompson   | États-Unis  | Centre        |
| 173 | 6e   | Dominic James    | États-Unis  | Centre        |
| 188 | 6e   | Nils Juntorp     | Suède       | Ailier droit  |
| 199 | 7e   | Riku Tohila      | Finlande    | Centre        |

### 2023
| No  | Tour | Nom             | Nationalité | Position       |
| --- | ---- | --------------- | ----------- | -------------- |
| 1   | 1er  | Connor Bedard   | Canada      | Centre         |
| 19  | 1er  | Oliver Moore    | États-Unis  | Centre         |
| 35  | 2e   | Adam Gajan      | Slovaquie   | Gardien de but |
| 44  | 2e   | Roman Kantserov | Russie      | Ailier droit   |
| 55  | 2e   | Martin Misiak   | Slovaquie   | Ailier droit   |
| 67  | 3e   | Nick Lardis     | Canada      | Ailier droit   |
| 93  | 3e   | Jiri Felcman    | Tchéquie    | Centre         |
| 99  | 4e   | Alex Pharand    | Canada      | Centre         |
| 131 | 5e   | Marcel Marcel   | Tchéquie    | Ailier gauche  |
| 167 | 6e   | Milton Oscarson | Suède       | Centre         |
| 195 | 7e   | Janne Peltonen  | Finlande    | Défenseur      |

### 2024
| No  | Tour | Nom               | Nationalité | Position      |
| --- | ---- | ----------------- | ----------- | ------------- |
| 2   | 1er  | Artiom Levchounov | Biélorussie | Défenseur     |
| 18  | 1er  | Sacha Boisvert    | Canada      | Centre        |
| 27  | 1er  | Marek Vanacker    | Canada      | Ailier gauche |
| 67  | 3e   | John Mustard      | Canada      | Centre        |
| 72  | 3e   | A J. Spellacy     | États-Unis  | Centre        |
| 92  | 4e   | Jack Pridham      | Canada      | Ailier droit  |
| 138 | 5e   | Joel Svensson     | Suède       | Centre        |
| 163 | 6e   | Ty Henry          | Canada      | Défenseur     |

### 2025
| No  | Tour | Nom              | Nationalité | Position       |
| --- | ---- | ---------------- | ----------- | -------------- |
| 3   | 1er  | Anton Frondell   | Suède       | Centre         |
| 25  | 1er  | Vaclav Nestrasil | Tchéquie    | Ailier droit   |
| 29  | 1er  | Mason West       | États-Unis  | Centre         |
| 66  | 3e   | Nathan Behm      | Canada      | Ailier droit   |
| 98  | 4e   | Julius Sumpf     | Allemagne   | Centre         |
| 107 | 4e   | Parker Holmes    | Canada      | Ailier gauche  |
| 162 | 6e   | Ashton Cumby     | Canada      | Défenseur      |
| 194 | 7e   | Ilya Kanarsky    | Russie      | Gardien de but |